# Simfonija br. 8 (Betoven)
Simfonija broj 8, F - Dur, opus 93, Ludviga van Betovena.
Svojom Osmom Simfonijom, Betoven takoreći dovršava jedan osoben simfonijski lanac koji se, polazeći od Prve Simfonije, pri čemu se svaka nadovezuje jedna na drugu, pretvara u priču o čovekovom životu i njegovoj borbi. U Osmoj Simfoniji pak, Betoven daje jednu nasmejanu filozofiju života, poput glasa iskusnog mudraca nakon što je na kraju životnog puta, prebrodio sve teškoće pred kojima se našao i svoj žvot zaokružio. Iza nje je mogao napisati samo još veličanstvenu Devetu Simfoniju, kojoj je mesto takoreći za sebe i koja daje opštu rekapitulaciju svih životnih iskustava i završava ciklus pesmom u slavu životne radosti i ljudskog zajedništva.
Simfonija je komponovana u Lincu krajem 1812, a premijerno izvedena u Beču 27. februara 1814. godine, nastala je u jednom relativno mračnom perodu Betovenovog života, kada ga je napustila jedna od poslednjih velikih ljubavi, Antonija Brentano. Ideje, inspiracije, počele su da presušuju, depresija je uzimala maha... Pa ipak, ova kratka Simfonija je sva u znaku životne radosti i humorističkih efekata. Nekada se i ona, zbog svog tonaliteta, zvala Pastoralnom, ali je taj naziv odbačen i ustaljen samo za Šestu. Četiri njena stava obrazuju ukupno trajanje 25 minuta.

## Forma i analiza
Prvi stav je sonatni Allegro vivace e con brio. Primećuje se da Osma Simfonja počinje tamo gde se Sedma završava. Ali, muzički materijal se zatim pretače u pravu muzičku vedrinu i Olimpsko spokojstvo. U vezi sa ovim stavom je sa razlogom primećeno da bi ga mogao napisati (kao i celu Osmu Simfoniju) i Mocart, da je poživeo 25 godina više.
Drugi stav je Allegretto scherzando. Opet dakle, nema pravog laganog stava. To je kratak stav, od svega nekoliko stranica i obiluje komičnim efektima: iznenađujuće razlike u tonskoj dinamici i neočekivane pauze. Stav je posvećen pronalazaču metronoma - sprave za označavanje takta - i konstruktoru mnogih specijalno Betovenu namenjenih slušnih cevi, Betovenovom prijatelju Melcelu. Betoven je kasnije metronomizirao sve svoje simfonije, a u drugom stavu Osme, prve koju je napisao uz pomoć metronoma, iskoristio je svoj šaljivi kanon Ta, ta, ta, moj dragi Melcelu.
Treći stav je još jednom, kao Betovenov simbol predaha, menuet, sa oznakom Tempo di minuetto. Iako je on posle menueta u Prvoj i Četvrtoj Simfoniji, najbliži starome stilu ipak, ni on mu se ne vraća doslovno. Bočni njegovi delovi kombinuju menuet i lendler, dok u središnjem triju imamo karakterističnu, ponešto valcersku, nemačku igru. Na kraju stava, horne, trube i timpani, daju neuobičajeni svečani završetak.
Finalni stav je Allegro vivace. To je jedan razuzdan i veseo stav, pun spokojne, ponešto drastične i luckaste, životne intime. Pravi Olimpski završetak.

## Literatura
- Hopkins, Antony The Nine Symphonies of Beethoven (1981, Pan Macmillan,  978-0-330-26670-3).
- Rosen, Charles Sonata Forms (revised edition 1988; New York: Norton.  978-0-393-30219-6).

## Spoljašnje veze
- Symphony No. 8: Scores at the International Music Score Library Project
- Symphony No. 8 is available in PDF format created from MuseData.